# Gallieniella betroka
Gallieniella betroka är en spindelart som beskrevs av Norman I. Platnick 1984. Gallieniella betroka ingår i släktet Gallieniella och familjen Gallieniellidae.
Artens utbredningsområde är Madagaskar. Inga underarter finns listade i Catalogue of Life.